# 文村泰子
文村 泰子（ふみむら やすこ、1月2日 - ）は、圭三プロダクション所属のフリーアナウンサー（圭三塾第1期生）。
千葉県出身。駒澤短期大学国文科卒業。趣味はピアノ、旅行、クラシック音楽・オペラ鑑賞、ゴルフ、料理・食味探訪、読書、テニス、卓球、着物の着付け、書道。160cm、血液型B型。

## 主な出演番組
日本テレビ
- ザ・ワイド!
- 摩訶!ジョーシキの穴

TBSテレビ
- 関口宏のサンデーモーニング
- 笑顔がいちばん!
- うたばん

フジテレビ
- ルックアラウンドちば
- ライオンのいただきます（花とおじさんコーナー）

テレビ朝日
- やじうまワイド天気とヘリ中継
- スーパーモーニング生CM（キャスター）

テレビ東京
- ふれあい!出逢い旅
- HOTテレビ（番宣キャスター）
- TXNドキドキ情報（キャスター）

テレビ神奈川
- おしゃべりトマト
- 合格へのパスポート
- ほっとスポットかわさき

チバテレビ
- 選挙速報（キャスター）
- 船橋だより

テレビ埼玉
- ふるさとに拾う

東京MXテレビ
- 山田邦子のあらってわらっていいじかんほか

その他
- dsk TVナビゲーター
- 首都大学東京入学式と卒業式での司会